# Canthidium femoratum
Canthidium femoratum е вид бръмбар от семейство Листороги бръмбари (Scarabaeidae). Видът не е застрашен от изчезване.

## Разпространение
Разпространен е в Аржентина (Кориентес и Мисионес), Бразилия (Минас Жерайс, Парана, Рио Гранди до Сул и Рио де Жанейро) и Парагвай.